# Le Vieux-Marché
Le Vieux-Marché (tiếng Breton: Ar C'houerc'had) là một xã của tỉnh Côtes-d'Armor, thuộc vùng Bretagne, tây bắc Pháp.

## Dân số
Người dân ở Le Vieux-Marché được gọi là Vieux-Marchois.